# Aloe mubendiensis
Aloe mubendiensis é uma espécie de liliopsida do gênero Aloe, pertencente à família Asphodelaceae.